# Computer network operations
Computer network operations (CNO) är ett samlingsnamn på försvar och anfall av IT-system.
CNO indelas i
- CND, computer network defence
- CNA, computer network attack
- CNE, computer network exploitation

CNO är en sorts informationsoperation.